# Doomsday Machine (album)
Doomsday Machine este al șaselea album al trupei suedeze de death metal melodic Arch Enemy. Albumul este produs de Rickard Bengtsson și mixat de Andy Sneap. Este cel de-al treilea album cu vocalista Angela Gossow. Albumul a avut un oarecare succes comercial, ajungând până pe locul 87 în Topul 200 Billboard și vânzându-se în peste 12.000 de copii.
Site-ul The Metal Observer a acordat albumului nota 10/10.
Site-ul Piercingmetal a acordat albumului nota 4/5.

## Lista pieselor de pe album
1. "Enter the Machine" – 2:02
2. "Taking Back My Soul" – 4:35
3. "Nemesis" – 4:12
4. "My Apocalypse" – 5:25
5. "Carry the Cross" – 4:12
6. "I Am Legend / Out for Blood" – 4:58
7. "Skeleton Dance" – 4:33
8. "Hybrids of Steel" – 3:49
9. "Mechanic God Creation" – 5:59
10. "Machtkampf" – 4:16
11. "Slaves of Yesterday" – 5:01
12. "Heart of Darkness" − 4:51 (live in Paris 2004) (bonustrack)
13. "Bridge of Destiny" − 8:04 (live in Paris 2004) (bonustrack)

"Heart of Darkness" și "Bridge of Destiny" sunt bonusuri care apar pe edițiile tipărite special pentru Japonia și Coreea de Sud.

## Ediția germană limitată - DVD de 3"
Ediția germană limitată e ambalată cu supracopertă și include un bonus DVD de 3" cu următoarele piese:
1. "Nemesis" (videoclip) − 4:26
2. "Intro" − 1:08
3. "Dead Eyes See No Future" − 4:40
4. "Ravenous" − 4:18

Piesele 2-4 sunt înregistrate live la Forum (Londra, Marea Britanie) pe 17 decembrie 2004 și reprezintă o avanpremieră a DVD-ului Live Apocalypse.

## Componența trupei
- Angela Gossow - Voce
- Michael Amott - Chitară
- Christopher Amott - Chitară
- Sharlee D'Angelo − Bas
- Daniel Erlandsson − Tobe

### Muzicieni invitați
- Gus G. − chitară solo pe "Taking Back My Soul"

## Producția albumului
- Andy Sneap − Mixări audio și masterizare

## Data lansării
| Region         | Date           | Label                 | Format |
| -------------- | -------------- | --------------------- | ------ |
| Statele Unite  | 26 iulie 2005  | Century Media Records | CD     |
| Marea Britanie | 22 august 2005 | Century Media Records | CD     |

## Trivia
- La sfârșitul piesei "Skeleton Dance" se recită "poemul morții" de Ōta Dōkan: "Had I not known that I was dead already, I would have mourned the loss of my life."[4]
- Începutul piesei "Skeleton Dance" conține mesaje înregistrate în sens invers (Backmasking), cuprinzând, printre altele, expresii ca "Lumea pe umerii lui" și "Sângerând pe veci".[5]
- Piesa "Nemesis" apare în variantă scurtată pe coloana sonoră a jocurilor Drummania V4 și GuitarFreaks V4.[5]

## Versuri
- Darklyrics - Versuri Doomsday Machine